# Marguerite Coppin

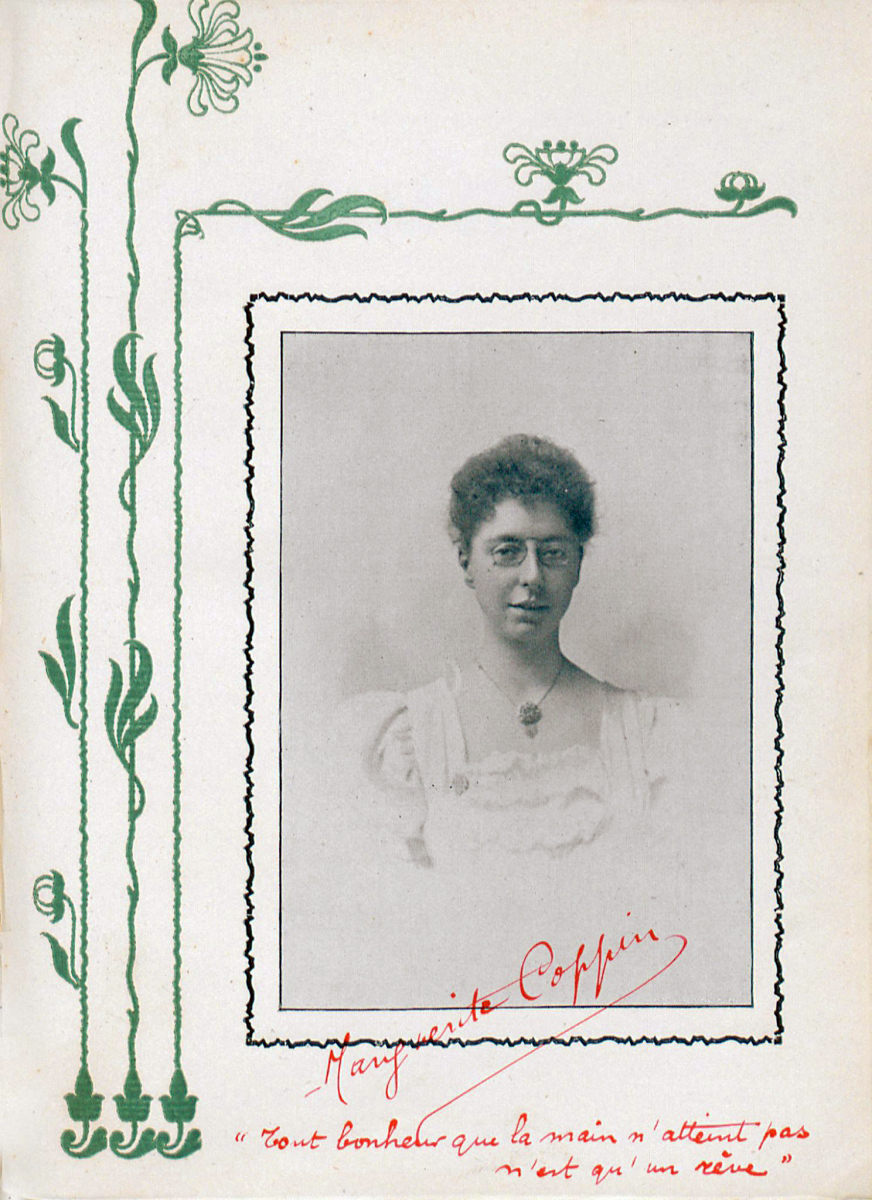
Marguerite Coppin gesigneerde foto door onbekende fotograaf, ingebonden in exemplaar van het boek Maman et autres poëmes (1898)

Marguerite Aimée Rosine Coppin (Sint-Joost-ten-Node, 2 februari 1867 - (Clevedon Noord-Somerset Engeland, 7 november 1947) was een Belgisch Franstalig schrijfster (dichteres en romanschrijfster), vertaalster, feministe en theosofe.

## Levensloop
Marguerite Coppin was een dochter van Charles-Henri Coppin (1838-1873), handelaar in kant, geboren in Wijtschate en van Marie Lehaut (1842-1915), geboren in Esquermes bij Rijsel. Ze liep school in Brussel, waarschijnlijk bij Isabelle Gatti de Gamond.
Ze werd onderwijzeres en in 1891 werkte ze in Oostenrijk bij een rijke familie. Het jaar daarop kwam ze zich in Brugge vestigen bij haar grootmoeder Rosine Van den Berghe (†1902) en haar moeder Marie Lehaut, die er sinds 1891 gouvernante was in een Engelse familie. De drie dames woonden in de Gulden-Vlieslaan en na de dood van Rosine in de Sint-Jakobsstraat, vervolgens in de Hoornstraat. Marguerite gaf Franse les aan Engelse residenten.
Haar eerste romans werden gepubliceerd zonder auteursnaam. De eerste, Initiation, werd in feuilletonvorm gepubliceerd in La Revue de Belgique, destijds geleid door Eugène Van Bemmel (1824-1880), een Gentse liberaal die hoogleraar was aan de ULB. Hiermee werd Coppin opgenomen in de sfeer van het vrijdenken en van de invloed van het Belgische Groot-Oosten. 
Met haar roman Hors sexe verwekte ze schandaal. Het boek werd door het gerecht in beslag genomen en Coppin werd beschuldigd van schending van de goede zeden. Het onderzoek draaide echter op niets uit, nadat procureur-generaal Willemaers oordeelde dat het onvoldoende pornografisch was om een veroordeling op te lopen. Wel werd de auteur voortaan iets voorzichtiger in haar romans en legde zich vooral toe op poëzie. Ook vermeldde ze voortaan haar naam op haar publicaties.
Ze zou ook opzien gebaard hebben door, met opgetrokken broekrok, door Brugge te fietsen.
Ze nam actief deel aan het Frans cultureel leven in Brugge en Brussel. Ze werkte mee aan Journal de Bruges en in Oostende aan Le Carillon. In 1894-1896 was ze een van de voornaamste medewerksters aan La Flandre Littéraire, een uitgave door Edouard Daveluy. Ze gaf ook conferenties voor de Cercle Littéraire Excelsior. Zo onderhield ze de toehoorders op 11 februari 1897 over Schilderachtig Polen, tussen Krakau en Warschau, op 7 januari 1898 onder de titel: Een verhaal: Marcella, op 30 december 1901 met als thema Les princesses infortunées en op 18 december 1903 onder de titel La suggestion de l'antiquité. Ze was ook secretaris van het Brugse 'Perssyndicaat' en wanneer Engelse journalisten op bezoek kwamen was zij hun gastvrouw, zoals in juni 1902 toen een grote groep Engelse journalisten de tentoonstelling van Vlaamse Primitieven kwam bezoeken. Op 6 december 1899 gaf ze een voordracht voor de Chat Noir, over L'amour en vers. In 1899 volbracht ze een voordrachtenreeks in Nederlandse steden en, volgens het verslag in Journal de Bruges, werd ze overal enthousiast ontvangen.
In 1902 kreeg ze de opdracht, waarschijnlijk door de bemiddeling van de dochters van Caroline Popp, om een Amerikaanse bestseller in het Frans te vertalen. Het ging om In Tune With The Infinite door R.W. Trine, die in 1897 was verschenen en waarvan de vertaling onder de titel À l’unisson de l’infini in 1902 in Parijs verscheen bij Fischbacher. Dit boek, zeer geapprecieerd in de kringen van de theosofie, was het lijfboek geworden van Henry Ford, die verzekerde dat hij aan dit boek zijn succes te danken had en het uitdeelde onder al zijn vrienden en kennissen.
In 1905 ontving ze een diploma, nadat ze lessen had gevolgd in de nijverheidsschool op de Wijngaardplaats. In 1906 werd ze vanuit Frankrijk bedacht met de Palmes académiques.
In 1914 vluchtten moeder en dochter naar Engeland, waar ze zich permanent vestigden. Ze gaf er verder Franse les.
Ze vertaalde ook nog verder:
- Les Idiots van Joseph Conrad, tweetalige publicatie bij Harrap’s Bilingual Series, Londres, G. Harrap and co. en New York, Brentano’s, 1920.
- Pages d'histoire de France, prises dans l'oeuvre de Michelet, 1921.

Dat Coppin betrokken was bij de antroposofie en de theosofie leest men in haar romans. Ook werd ze gedecoreerd met de Etoile d'Orient, een orde die in 1914 in Benares werd gesticht door Rudolf Steiner en Helena Blavatsky.
Nadat ze gedurende bijna een eeuw in de volledige vergetelheid was terecht gekomen, werd Marguerite Coppin in de eenentwintigste eeuw, in het kader van de vernieuwde belangstelling voor vrouwelijke auteurs, het voorwerp van studie en heruitgave van een paar van haar werken.

## Publicaties
- Ressort cassé, 1889, feministische roman, Brussel, Kistemaekers, heruitgave door Mirande Lucien in 2011.
- Le Troisième Sexe gevolgd door Hors Sexe, 1890, Brussel, Kistemaekers, heruitgave van Hors Sexe door Mirande Lucien in 2012.
- Solesme sceul aymé, 1891, roman.
- Le charme de Bruges, 1892, roman. In 1894 als feuilleton gepubliceerd in Journal de Bruges.
- Initiation, 1895, Brussel, Weissenbruch.
- Poèmes de femme, 1896, Brugge, drukkerij Popp. Met een portret van de auteur door Gustaaf Pickery, aan wie Coppin een sonnet opdroeg.
- Maman et autres poèmes, 1898, Oostende, Bouchery.
- Initiation nouvelle, 1898, roman.
- Le triomphal amour, 1899, roman, Oostende, Bouchery. Met omslagtekening door Flori Van Acker.
- Contes sur l'histoire de Belgique, 1905, verhalen, Oostende, Bouchery.
- Monsieur Benoiton, docteur, 1909, roman, Luik, Société belge d'édition.
- Nouveaux poèmes, 1911, Oostende, Bouchery.
- Némésis, roman.
- Le livre du bonheur.
- Réflexions, 1919.